# Antony Valumkal
Antony Valumkal (* 26. Juli 1969 in Eroor, Kerala) ist ein indischer römisch-katholischer Geistlicher und Weihbischof in Verapoly.

## Leben
Antony Valumkal studierte Philosophie und Theologie am St. Joseph’s Pontifical Institute of Theology and Philosophy in Alwaye und empfing am 11. April 1994 das Sakrament der Priesterweihe für das Erzbistum Verapoly.
Nach der Priesterweihe war er zunächst in der Pfarrseelsorge tätig und von 1997 bis 2004 Direktor des erzbischöflichen Knabenseminars. Von 2004 bis 2007 war er Pfarrer in Karthedom  und anschließend bis 2010 Direktor des Knabenseminars in Kakkanad. In den folgenden Jahren studierte er Spirituelle Theologie am St. Peter’s Pontifical Institute in Bangalore, wo er das Lizenziat erwarb und anschließend promoviert wurde. Von 2013 bis 2021 war er Spiritual am St. Joseph’s Pontifical Seminary in Alwaye. Ab 2021 war er Rektor und Pfarrer am Nationalheiligtum der Basilika von Vallarpadam.
Papst Franziskus ernannte ihn am 11. Mai 2024 zum Titularbischof von Magarmel und zum Weihbischof in Verapoly. Der Erzbischof von Verapoly, Joseph Kalathiparambil, spendete ihm am 30. Juni desselben Jahres auf dem Gelände der Basilika von Vallarpadam die Bischofsweihe. Mitkonsekratoren waren dessen Amtsvorgänger Francis Kallarakal und der emeritierte Bischof von Kottapuram, Joseph Karikkassery.